# Renaud Muselier

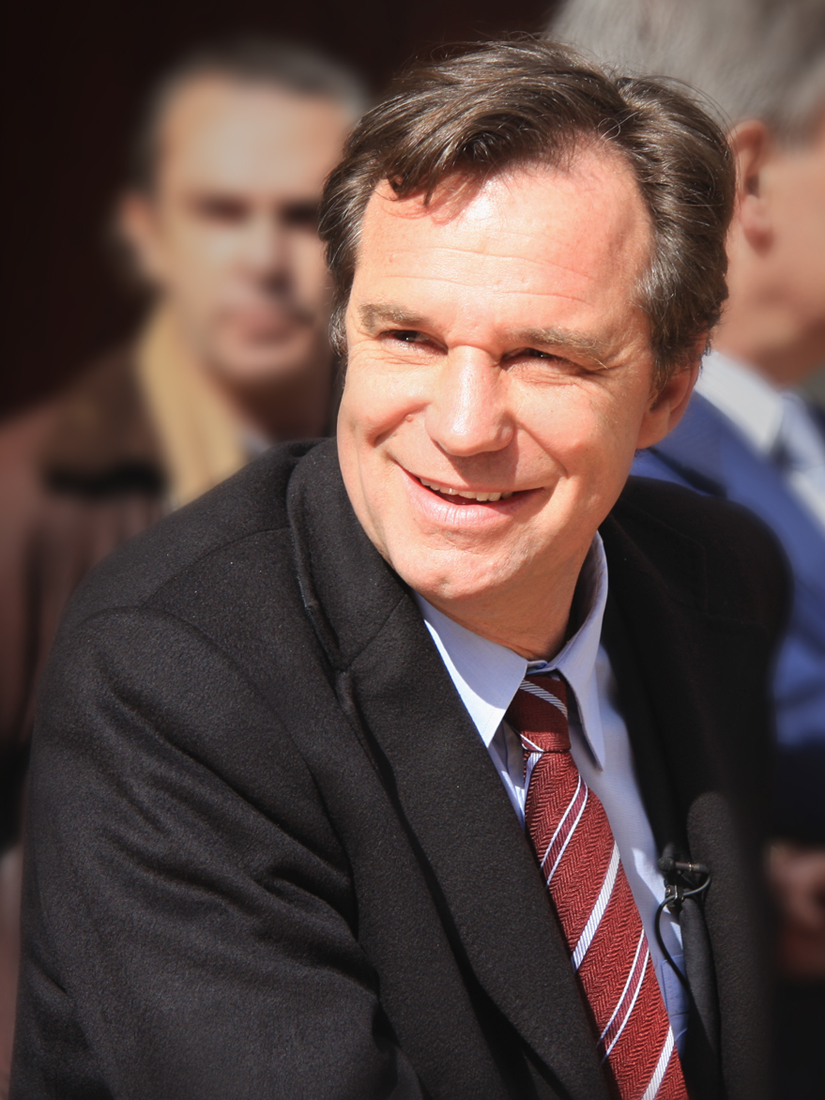
Renaud Muselier (2010)

Renaud Muselier (* 6. Mai 1959 in Marseille) ist ein französischer Politiker. Er ist seit 2017 Präsident des Regionalrats von Provence-Alpes-Côte d’Azur. Zuvor war er von 1993 bis 2002 und von 2007 bis 2012 Abgeordneter in der Nationalversammlung sowie von 2014 bis 2019 Mitglied des Europäischen Parlaments. Bis 2021 war er Mitglied der Partei Les Républicains (LR)

## Leben
Muselier ist ein Enkel des Vizeadmirals Émile Muselier (1882–1965), der im Zweiten Weltkrieg die Marine der Forces françaises libres organisierte. Seine Mutter Sylviane ist eine Halbschwester der ehemaligen Königin Geraldine von Albanien. Muselier absolvierte ein Medizinstudium, spezialisierte sich auf Sportmedizin und war später Direktor einer Klinik in Marseille. 
Muselier begann seine politische Karriere als Mitglied des neogaullistischen Rassemblement pour la République (RPR). Von 1992 bis 1995 vertrat er den Wahlkreis (Kanton) Marseille-Notre-Dame-du-Mont im Generalrat des Département Bouches-du-Rhône. Von 1993 bis 2002 war er Abgeordneter in der Nationalversammlung. Er wurde 1998 ins Politbüro des RPR gewählt und fungierte als nationaler Sekretär für Sicherheit und Stadtpolitik sowie Beziehungen zu den Parlamentsfraktionen. Das RPR ging 2002 in der Mitte-rechts-Sammelpartei Union pour un mouvement populaire (UMP) auf, zu deren Gründungskomitee Muselier gehörte. In den Kabinetten Raffarin II und III war Muselier von 2002 bis 2005 Staatssekretär im französischen Außenministerium (unter den Ministern Dominique de Villepin und Michel Barnier). 
Nach dem Regierungswechsel 2007 war Muselier bis 2012 erneut Abgeordneter in der Nationalversammlung, stellvertretender Vorsitzender der UMP-Fraktion und stellvertretender Vorsitzender des Ausschusses für auswärtige Angelegenheiten. Von 2011 bis 2013 stand er dem hohen Rat des Institut du monde arabe vor. Bei der Europawahl 2014 wurde er ins Europäische Parlament gewählt, dem er in der Legislaturperiode bis 2019 angehörte. Er saß in der EVP-Fraktion, war Mitglied im Ausschuss für Verkehr und Fremdenverkehr sowie stellvertretender Vorsitzender der Delegation in der Paritätischen Parlamentarischen Versammlung AKP-EU. Im Mai 2015 benannte sich die UMP in Les Républicains um. 
Nach der Regionalwahl 2015 in Provence-Alpes-Côte d’Azur (PACA) ernannte der Präsident des Regionalrats, Christian Estrosi, Muselier zu seinem ersten Stellvertreter. Als Estrosi zurücktrat, um wieder Bürgermeister von Nizza zu werden, wurde Muselier am 15. Mai 2017 zu seinem Nachfolger als Präsident des Regionalrats von PACA gewählt. Von 2019 bis 2021 war er außerdem Vorsitzender des Spitzenverbands der französischen Regionen. Bei der Regionalwahl 2021 wurde Muselier an der Spitze einer gemeinsamen Liste aus Les Républicains, La République en Marche (LREM) und kleineren Mitte-rechts-Parteien wiedergewählt. Im ersten Wahlgang kam seine Liste mit 31,9 Prozent nur auf den zweiten Platz hinter dem Rassemblement National. Im zweiten Wahlgang zog sich die Liste der Grünen und Linken aber zurück, um einen Sieg der Rechtsextremen zu verhindern, und verhalf Muselier so zum Sieg. Im November 2021 trat Muselier aus Les Républicains aus. Bei der Präsidentschaftswahl 2022 unterstützte er den Amtsinhaber Emmanuel Macron (LREM).

## Veröffentlichungen
- L’amiral Muselier, 1882–1965. Le créateur de la croix de Lorraine. Perrin 2000, ISBN 2-262-01696-8
- Daumier. Artiste frondeur, Marseillais rebelle, 2008, ISBN 978-2-259-20466-8